# Dolní Loučky
Dolní Loučky – wieś i gmina w Czechach, w powiecie Brno, w kraju południowomorawskim. Według danych z dnia 1 stycznia 2014 liczyła 1 205 mieszkańców.